# メチン基

メチン基の構造式

メチン基（メチンき、methine group）とは、有機化学の3価の基のひとつ。メタンから水素が3個取り除かれた構造に相当する。

## 構造
構造は >CH-、=CH-、または ≡CH の形で表される。それぞれ結合している原子が3個、2個、1個の場合である。最後の場合は特にメチリジン基 (methylidyne group) と呼ばれることもある。

## 活性メチン化合物
活性メチレン化合物のように、メチン基が2個以上の電子求引基に結合している場合にメチン炭素上の水素の酸性度が高くなる。このような化合物を「活性メチン化合物」と呼ぶ。